# Línea 9 del Metro de Shanghái
La línea 9 es una línea suroeste-noreste de la red del Metro de Shanghái. Va desde el distrito de Songjiang hasta Pudong.

## Estaciones[1]
| Nombre de la estación Castellano     | Nombre de la estación Hanzi | Transbordo    | Localización |
|                                      |                             |               |              |
| Estación del Sur de Songjiang        | 松江南站                    | Songjiang Sur | Songjiang    |
| Parque Zuibaichi                     | 醉白池                      |               | Songjiang    |
| Centro de Deportes de Songjiang      | 松江体育中心                |               | Songjiang    |
| Songjiang Xincheng                   | 松江新城                    |               | Songjiang    |
| Ciudad Universitaria de Songjiang    | 松江大学城                  |               | Songjiang    |
| Dongjing                             | 洞泾                        |               | Songjiang    |
| Sheshan                              | 佘山                        |               | Songjiang    |
| Sijing                               | 泗泾                        |               | Songjiang    |
| Jiuting                              | 九亭                        |               | Songjiang    |
| Calle Zhongchun                      | 中春路                      |               | Minhang      |
| Qibao                                | 七宝                        |               | Minhang      |
| Calle Xingzhong                      | 星中路                      |               | Minhang      |
| Calle Hechuan                        | 合川路                      |               | Minhang      |
| Parque Alta-tecnológico de Caohejing | 漕河泾开发区                |               | Xuhui        |
| Calle Guilin                         | 桂林路                      |               | Xuhui        |
| Calle Yishan                         | 宜山路                      |               | Xuhui        |
| Xujiahui                             | 徐家汇                      |               | Xuhui        |
| Calle Zhaojiabang                    | 肇嘉浜路                    |               | Xuhui        |
| Calle Jiashan                        | 嘉善路                      |               | Xuhui        |
| Dapuqiao                             | 打浦桥                      |               | Huangpu      |
| Calle Madang                         | 马当路                      |               | Huangpu      |
| Calle Lujiabang                      | 陆家浜路                    |               | Huangpu      |
| Xiaonanmen                           | 小南门                      |               | Huangpu      |
| Calle Shangcheng                     | 商城路                      |               | Pudong       |
| Avenida del Siglo                    | 世纪大道                    |               | Pudong       |
| Calle Yanggao Medio                  | 杨高中路                    |               | Pudong       |
| Calle Fangdian                       | 芳甸路                      |               | Pudong       |
| Calle Lantian                        | 蓝天路                      |               | Pudong       |
| Calle Taierzhuang                    | 台儿庄路                    |               | Pudong       |
| Jinqiao                              | 金桥                        |               | Pudong       |
| Calle Jinji                          | 金吉路                      |               | Pudong       |
| Calle Jinhai                         | 金海路                      |               | Pudong       |
| Calle Gutang                         | 顾唐路                      |               | Pudong       |
| Calle Minlei                         | 民雷路                      |               | Pudong       |
| Caolu                                | 曹路                        |               | Pudong       |